# Alkonyat (filmsorozat)
Az Alkonyat-filmsorozat egy négyrészesre tervezett, különálló, romantikus fantasyfilmekből álló sorozat, melyet a Summit Entertainment stúdió jegyez. A filmek alapjául Stephenie Meyer azonos című regényei szolgálnak, a főszerepben Kristen Stewart, Robert Pattinson és Taylor Lautner látható.
A sorozat első két filmje összesen több mint egymilliárd dollárt jövedelmezett, az Alkonyatot 2008. november 21-én mutatták be, míg az Alkonyat – Újholdat 2009. november 20-án. Az Újhold eladási rekordot döntött az első vetítési napon, amikor 72,7 millió dolláros bevételt produkált.
A sorozatot eredetileg a Paramount Pictures tervezte elkészíteni; a tervezett forgatókönyv jelentősen eltért volna az eredeti regénytől. 2007-ben a Summit Entertainment megvásárolta az Alkonyat adaptációjának jogát. Miután az első napon a film 35,7 millió dolláros bevételt produkált, a stúdió bejelentette, hogy megkezdik a munkálatokat az Újhold adaptálásán is, miután a teljes könyvsorozatra megvették a megfilmesítési jogokat.
A sorozat harmadik részét Alkonyat – Napfogyatkozás címmel 2010. június 30-án mutatták be; ez az első Alkonyat-film, melyet IMAX-ben is vetítenek. A Napfogyatkozást a Hajnalhasadás című negyedik kötet megfilmesítése követte, 2010 őszén kezdték el forgatni, és két filmet készítettek a regény alapján. Az első részt 2011. november 18-án mutatták be.

## Filmek

### Alkonyat
A sorozat első filmjét, az Alkonyatot Catherine Hardwicke rendezte, a forgatókönyvet Melissa Rosenberg írta. A főszereplő Bella Swant Kristen Stewart, Edward Cullent pedig Robert Pattinson alakította. A film az első napon 35,7 millió dollárt jövedelmezett. DVD-formátumban 2009. március 21-én jelent meg, újabb 181 millió dolláros bevételt produkálva.

### Alkonyat – Újhold
A második regényből készült adaptációt Chris Weitz rendezte, a forgatókönyvet az első filmhez hasonlóan Melissa Rosenberg írta. 2009. november 20-án került a mozikba, a Fandago jegyirodánál eladási rekordot döntött, az első éjszakai vetítés alkalmával körülbelül 26 millió dollárt jövedelmezve az Egyesült Államok és Kanada legjobban jövedelmező filmje lett, megelőzve a Harry Potter és a Félvér Herceget és A sötét lovag című Batman-filmet. Az első napi eladások alapján minden idők legjobban teljesítő filmje lett az amerikai mozikban, és a harmadik legjobban teljesítő film lett a hétvégi eladásokat tekintve az amerikai filmtörténelemben.

### Alkonyat – Napfogyatkozás
A harmadik filmet David Slade rendezte, a forgatókönyvet Melissa Rosenberg írta. 2010. június 30-án került a mozikba és IMAX-ben is látható.

### Alkonyat – Hajnalhasadás
2010 júniusában a Summit Entertainment bejelentette, hogy a Hajnalhasadás kötetből két filmet forgatnak majd 2010 őszén, a forgatókönyvet Melissa Rosenberg írja, a producerek között pedig Stephenie Meyer is helyet kap.

## Háttér és forgatás
Az Alkonyat terve három évig pihent a Paramount Pictures asztalán, a tervezett forgatókönyv jelentősen eltért a regény cselekményétől. Amikor a Summit Entertainment 2007-ben független filmstúdióvá alakult, megvette a regény megfilmesítési jogát. A vállalat úgy vélte, a film jó lehetőséget jelent Meyer könyveinek sikerét látva. Rendezőnek Catherine Hardwicke-et szerződtették. Melissa Rosenberg még az amerikai forgatókönyvírók 2007-08-as sztrájkja előtt befejezte az új forgatókönyvet, megpróbált hű maradni az eredeti történethez.
Rosenberg augusztus végére elkészült a vázlattal, és Hardwicke-kel együtt elkezdtek dolgozni a végleges verzión. A regény egyes szereplőit kihagyták a forgatókönyvből, más szereplőket pedig összeolvasztottak. Hardwicke ötlete volt, hogy a filmben hangalámondással szerepeltessék a főszereplő, Bella Swan gondolatait, mivel a regény narrátora is ő. Hardwicke rajzolta meg a storyboard egy részét is. 2008 elején kezdődött a forgatás, mely 44 napig tartott, és május 2-án ért véget.
2008 novemberében a Summit bejelentette, hogy megvették a sorozat többi kötetének megfilmesítési jogát is. Egy nappal az Alkonyat bemutatója után a stúdió bejelentette, hogy megkezdték az Újhold munkálatait. Melissa Rosenberg még az Alkonyat mozikba kerülése előtt elkezdett dolgozni az Újhold forgatókönyvén, és az első vázlatot az Alkonyat bemutató hétvégéjén adta át a stúdiónak. 2008 decemberében bejelentették, hogy a második filmet nem Hardwicke rendezi, időhiány miatt. Helyette Chris Weitzt, Az arany iránytű és az Amerikai pite rendezőjét kérték fel.
Az Újhold forgatása 2009 március végén kezdődött Vancouverben, majd az olaszországi Montepulciano-ban 2009 májusában.
2009 elején a Summit bejelentette, hogy megkezdik a harmadik film, a Napfogyatkozás munkálatait. Mivel akkor még folytak az Újhold utómunkálatai, más rendezőt kértek fel Weitz helyett. A filmet végül David Slade-re bízták, Melissa Rosenberg írta a forgatókönyvet. A forgatást 2009. augusztus 17-én kezdték meg a Vancouver Film Studios stúdiójában és október végén fejezték be, az utómunkálatok a következő hónapban kezdődtek.
Stephenie Meyer kijelentette, hogy szerinte mindenképpen két filmre kell bontani a sorozat negyedik, leghosszabb kötetét, a Hajnalhasadást, mert képtelen arra, hogy bármit is kivágjon a történetből. Az írónő úgy vélte, szinte lehetetlen a könyvből filmet készíteni, mivel a mindössze pár hónapos Renesmee, a főszereplő szerelmespár kislánya kora ellenére fejlett tudattal rendelkezik, igazi gyermekszereplővel lehetetlen ezt átadni, a CGI-technológia pedig nem biztos, hogy képes élethű gyermeket produkálni.
2010 márciusában a Summit Entertainment úgy döntött, két részletben forgatja le a Hajnalhasadást. Mivel a főszereplő Kristen Stewart, Robert Pattinson és Taylor Lautner szerződése négy filmre szól, elképzelhetőnek tartották, hogy a film kettészedése nem megvalósítható. Wyck Godfrey producer azonban bejelentette, hogy mindhárom színészt leszerződtették az ötödik filmre is, és hogy a forgatást valószínűleg 2010 őszén, Vancouverben kezdik meg. Mindkét filmet egyszerre forgatják majd. A rendező Bill Condon, a Dreamgirls rendezője lesz, a producerek között pedig Stephenie Meyer is helyet kap.

## Szereplők

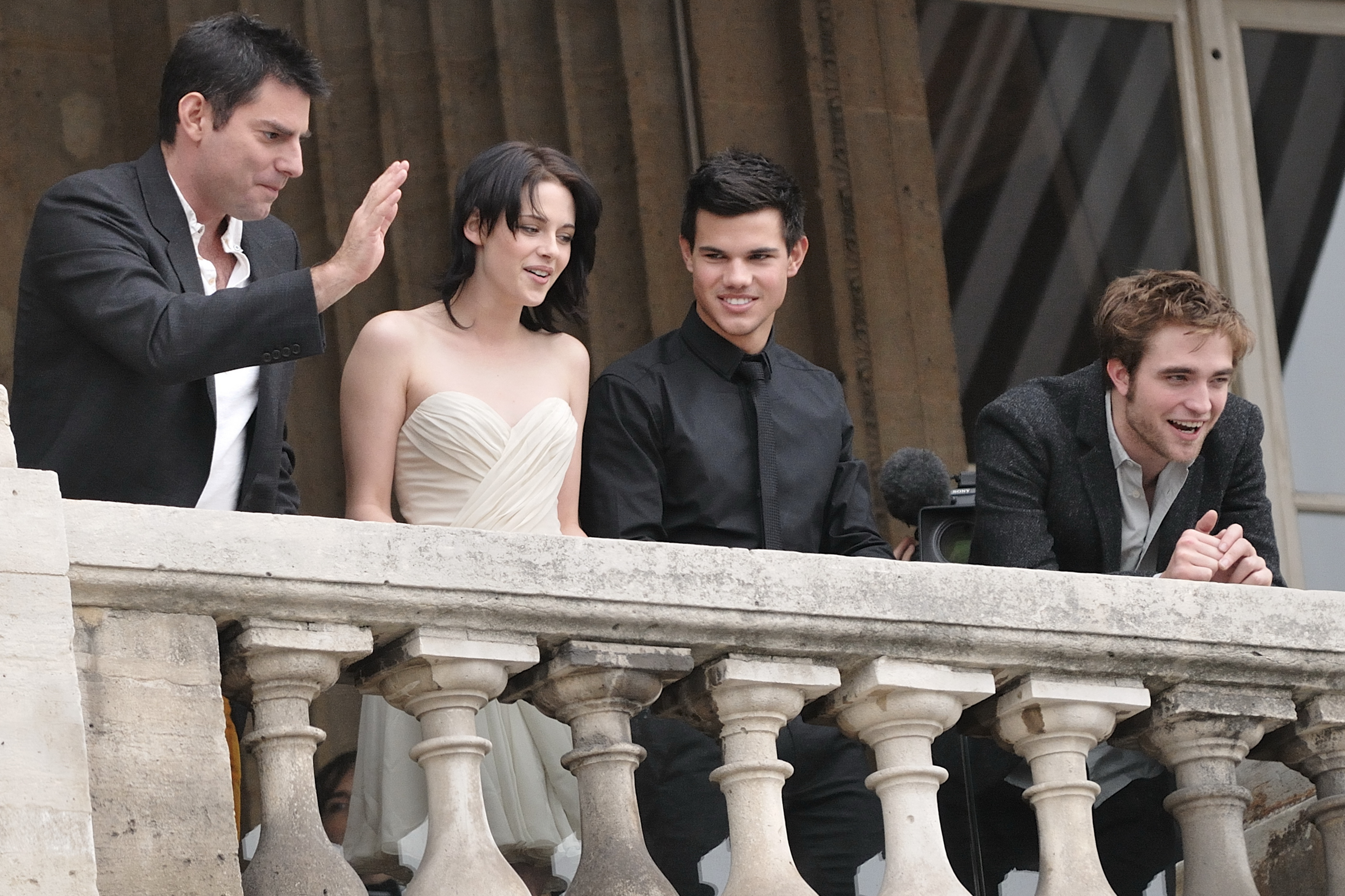
Chris Weitz (az Újhold rendezője), Kristen Stewart, Taylor Lautner és Robert Pattinson 2009-ben

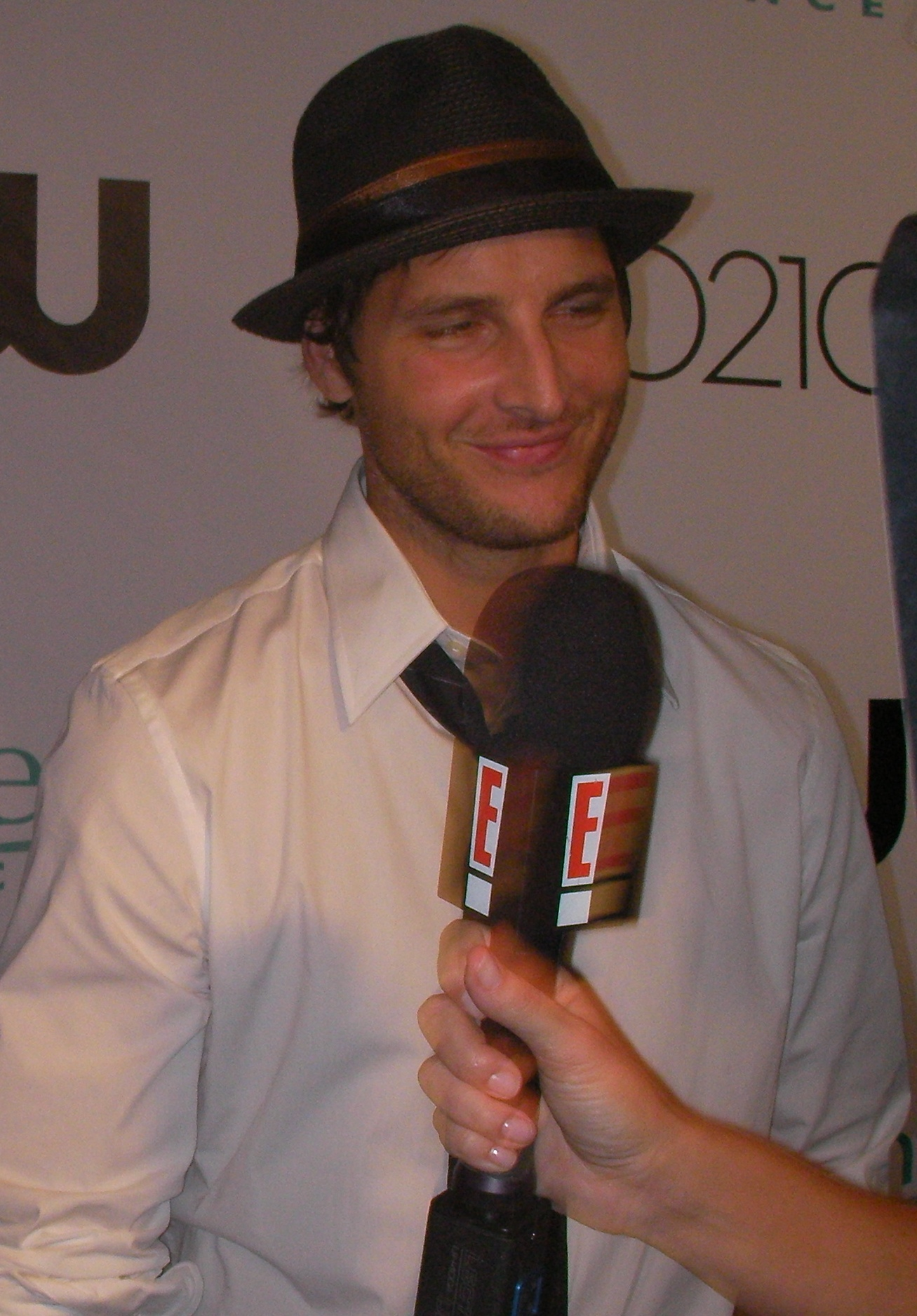
Peter Facinelli

Kristen Stewart éppen az Adventureland – Kalandpark forgatásán volt, amikor Hardwicke meglátogatta és egy nem hivatalos meghallgatás keretében megnézte, alkalmas lenne-e a szerepre. Edward Cullen szerepére elsődlegesen nem Robert Pattinsont választották volna, ám egy Stewarttal közös meghallgatás után Hardwicke mégis mellette döntött. Stephenie Meyer Pattinson rendelkezésére bocsátotta készülőben lévő Midnight Sun című regényének első néhány fejezetét, mert a könyv Edward szemszögéből meséli el az Alkonyat történetét. Meyer „extatikus” és „izgatott” lett a két főszereplő kiválasztásától. Az előkészületek során az írónő Emily Browningot és Henry Cavillt tudta volna elképzelni a szerepekre.
Amikor elmondták, hogy valószínűleg Rob lesz az, rákerestem [az interneten] és azt gondoltam, „Igen, el tudja játszani Edward egy verzióját. Tényleg van benne valami vámpíros.” Aztán, amikor a forgatáson voltunk, és láttam, hogy változik át Robból Edwarddá, és kezdett úgy kinézni, ahogy a képzeletembeli Edward, nagyon bizarr érzések öntöttek el. [...] Tényleg odatette magát.
Carlisle Cullen szerepére eredetileg nem Peter Facinellit választották, bár Hardwicke-nek tetszett, a stúdió valaki mást akart. Ismeretlen okokból a másik színész visszalépett, és Facinellit szerződtették le. Ashley Greene kiválasztása Alice szerepére megosztotta a rajongókat, mivel Greene 18 centiméterrel magasabb a regénybeli Alice-nél. Meyer is úgy vélte, Rachael Leigh Cook hasonlít leginkább képzeletbeli szereplőjéhez. Nikki Reed korábban már dolgozott együtt Hardwicke-kel a Tizenhárom című filmben, melynek Reed társírója is volt. Kellan Lutz a szereplőválogatás idején Afrikában forgatta az HBO Generation Kill című minisorozatát. Mire Lutz végzett a forgatással, Emmett Cullen szerepét már kiosztották, nem ismert okok miatt azonban a színész visszalépett és Hardwicke személyesen választotta ki Lutzt a szerepre. Rachelle Lefevre a rendező személye miatt kezdett érdeklődni a film iránt, és szeretett volna vámpírbőrbe bújni. Christian Serratost eredetileg Jessica Stanley szerepére hallgatták meg, de miután elolvasta a könyvet, „teljesen beleszeretett Angelába”. Anna Kendrick két meghallgatás után kapta meg Jessica Stanley szerepét.
Az eredeti regény szerint Jacob Black az Újholdban már magasabb és fizikailag erősebb és fejlettebb, mint az első kötetben, az Újhold alapján készülő film rendezője, Chris Weitz le akarta cserélni Taylor Lautnert olyasvalakire, aki fizikailag jobban képes előadni a megváltozott Jacobot. Lautnernek azonban sikerült megtartania a szerepet rengeteg testedzés után.
2009 márciusában a Summit Entertainment közzétette a harmadik filmben szereplő „farkashorda” szereplőinek névsorát. A szereplőválogatást az a Rene Haynes végezte, aki korábban a Farkasokkal táncoló és a Wounded Knee-nél temessétek el a szívem című filmekhez válogatta ki az indián szereplőket.
2009-ben a Summit bejelentette, hogy összeegyeztethetetlen időbeosztás miatt a harmadik filmben lecserélik Rachelle Lefevre-t, és Victoria szerepét Bryce Dallas Howardra osztják. A fiatal vámpírlány, Bree szerepére Jodelle Ferlandot választották ki. Riley szerepét Xavier Samuel kapta, Royce King II szerepét pedig Jack Huston. Mariát Catalina Sandino Moreno alakítja, Leah Clearwatert Julia Jones, Seth Clearwatert pedig Boo Boo Stewart.

## Filmzene

### Alkonyat
- Bella's LullabyRészlet Bella altatódalából az Alkonyat című film eredeti filmzenéjéből

Nem tudod lejátszani a fájlt?
A Twilight Original Motion Picture Soundtrack dalait Alexandra Patsavas zenei igazgató válogatta össze. Az albumot 2008. november 4-én adta ki a Chop Shop Records az Atlantic Records-szal közösen. Az album első helyen debütált a Billboard 200-as listáján és 165 000 példányt adtak el belőle az első héten, ennek 29% digitális letöltés volt. Az album a Chicago: Music from the Miramax Motion Picture óta a legtöbbet eladott filmzenei album az Egyesült Államokban.
A film zenéjét Carter Burwell komponálta, 9-10 hetes munkával, és körülbelül két hét leforgása alatt vették fel 2008 szeptemberében. Burwell Bella és Edward szerelmének dedikált hangsorral kezdte a filmzenét, ennek egy variációja lett később „Bella altatódala”, amit a filmben Robert Pattinson játszik zongorán. A másik zenei téma a ragadozó témája, amivel a film kezdődik, és amely Edward vámpírtermészetét hivatott aláfesteni. A filmzenét tartalmazó album Twilight: The Score címmel 2008. november 25-étől letölthető lett, december 9-én pedig a zeneboltok polcaira is felkerült.

### Alkonyat – Újhold
Az Újhold filmzenéjét Alexandre Desplat írta, a dalokat Alexandra Patsavas válogatta. Chris Weitz rendező korábban már dolgozott együtt Desplattal, Az arany iránytű esetében. A The Twilight Saga: New Moon: Original Motion Picture Soundtrack album 2009. október 16-án jelent meg. a Chop Shop és az Atlantic Records kiadásában. A filmzenét tartalmazó The Twilight Saga: New Moon: The Score 2009. november 4-én került a boltokba.

### Alkonyat – Napfogyatkozás
Az Alkonyat – Napfogyatkozás zenéjét Howard Shore szerezte, aki korábban A Gyűrűk Ura-trilógia zenéjét is komponálta.

## Fogadtatás
Az Alkonyat a bemutató éjszakáján 7 millió dollárt jövedelmezett, az első napon összesen 35,7 millió dollárt hozott, az első hétvégén pedig 3419 moziból 69,6 millió dolláros bevételt kapott az Egyesült Államokban és Kanadában, ez mozinként átlagosan 20 368 dollárt jelent. Az amerikai és a külföldi bevételeket összeszámolva összesen 408 773 703 dollárt jövedelmezett. A filmet DVD-n is kiadták 2009. március 21-én, az első napon több mind hárommillió példányban kelt el az Egyesült Államokban. 2010 januárjáig összesen 9 967 919 darabot adtak el belőle, 181 028 196 dollár értékben.
Armond White, a New York Press kritikusa „igazi popklasszikusnak” titlálta a filmet, és úgy vélte Hardwicke-nek sikerült „Meyer regénysorozatát egy Brontë-stílusú látomássá” változtatnia. Roger Ebert négyből két és fél csillagot adott a filmnek, és azt írta, „Premier előtti vetítésen láttam a filmet. Legutóbb, amikor [premier előtt] megnéztem egy filmet ebben a moziban, a közönség [...] pletykákat cserélt, SMS-t írt és nevetgélt. Ez alkalommal elmélyülten figyeltek.” A USA Today négyből két csillagot adott a filmnek, kritikusuk, Claudia Puig úgy vélte Meyer könyve sokkal jobban magába húzza az olvasót, míg a film akaratlanul is mulatságosra sikerült és felejthető.
Az Újhold elővételi jegyeladási rekordot döntött, aminek következtében számos moziban extra vetítéseket kellett tartani. A Fandago jegyértékesítőnél eladási csúcsot tart, megdöntve a Csillagok háborúja III: A Sith-ek bosszúja korábbi rekordját. Az amerikai és kanadai filmtörténelem legnagyobb éjszakai nyitását produkálta a film, 3514 moziban vetítették és 26,3 millió dollárt hozott, mielőtt kiterjesztették a vetítést 4024 mozira. A filmre másodpercenként tíz jegyet adtak el online. A jegyeladási rekordot korábban a Harry Potter és a Félvér Herceg című film tartotta, mely 22,3 millió dollárt jövedelmezett a premier éjszakáján. Az Újhold Amerikában 72,7 millió dollárt jövedelmezett az első napon, ezzel a legjobban nyitó film lett az amerikai filmtörténelemben, maga mögé utasítva A sötét lovag 67,2 millió dolláros premierbevételét. A rekordbevétel egy újabb rekordot is segített felállítani: először fordult elő, hogy egyetlen nap alatt az első tíz helyezett film bevétele 100 millió dollár fölött volt. Az Újhold világviszonylatban a hatodik legjobb nyitó hétvégét produkálta, 274,9 millió dollárral.
Robert Ignizio (Cleveland Scene) szerint az Újhold egy „szórakoztató fantasy”, mely „erősebb vizuális hatással bír [mint az Alkonyat] és jobbak az akciójelenetei, miközben továbbra is sikerül a középpontban álló szerelmi háromszögre fókuszálnia.” Michael O'Sullivan a The Washington Post-tól négyből két és fél csillagot adott a filmnek, dicsérte Kristen Stewart alakítását. A Seattle Post-Intelligencer B-re értékelte a filmet, mondván, „a film óriásinak tűnik, a párbeszédek működnek, számos, jól elhelyezett humoros pillanat van a filmben, a színészi játék megfelelő.” Mick lasalle a San Francisco Chronicle-től egy vegyesebb kritikát adott: „A filmtől elvárhatjuk, hogy kielégíti a rajongók igényeit. Mindenki más készüljön fel egy bizarr szappanoperára/parádéra, melyben statikus képek követik egymást, s a szereplők hirtelen megjelennek a képben, hogy elmondják, mire is gondolnak.” Roger Ebert négyből egy csillagot ítélt az alkotásnak, mondván a film „fogja az Alkonyat lagymatag eredményeit, kibelezi őket és meghagyja az élőholtaknak.” A film bőven kapott feminista kritikát is, az Entertainment Weekly szerint például Eward Cullen alig valamivel jobb, mint egy nőket rögeszmésen követő pszichopata. A kritikus szerint azonban a nagy számú női közönség azt jelzi, hogy a hollywoodi ízlést egyre inkább a nők diktálják.
Az Alkonyat-sorozatból a 20th Century Fox paródiafilmet készített Vampires Suck címmel, melyet 2010. augusztus 18-án mutattak be az amerikai mozik.

### Jegyeladások
| Film              | Premier            | Bevétel      | Bevétel      | Bevétel        | Helyezés      | Helyezés          | Költségvetés | Hivatkozás    |
| Film              | Premier            | USA          | Külföld      | Összesen       | Hazai legjobb | Világon a legjobb | Költségvetés | Hivatkozás    |
| ----------------- | ------------------ | ------------ | ------------ | -------------- | ------------- | ----------------- | ------------ | ------------- |
| Alkonyat          | 2008. november 21. | $192 769 854 | $216 003 849 | $408 773 703   | #109          | #116              | $37 000,000  | [ 91 ]        |
| Alkonyat – Újhold | 2009. november 20. | $296 623 634 | $413 087 374 | $709 711 008   | #34           | #37               | $50 000,000  | [ 92 ] [ 93 ] |
| Összesen          | Összesen           | $489 393 488 | $629 091 223 | $1 118 484 711 |               |                   | $87 000 000  |               |

### Kritikai fogadtatás
| Film     | Rotten Tomatoes   | Rotten Tomatoes    | Metacritic       |
| Film     | Összes            | Legjobb kritikusok | Metacritic       |
| -------- | ----------------- | ------------------ | ---------------- |
| Alkonyat | 49% (194 kritika) | 54% (35 kritika)   | 56% (37 kritika) |
| Újhold   | 28% (199 kritika) | 37% (38 kritika)   | 44% (32 kritika) |